# Campionati europei di atletica leggera 2012 - Staffetta 4×100 metri femminile

## Risultati

### Batterie
Le prime tre di ogni batteria e i 2 migliori tempi in finale.
| Pos | Batteria | Corsia | Nazione       | Atlete                                                                              | Tempo | Note     |
| --- | -------- | ------ | ------------- | ----------------------------------------------------------------------------------- | ----- | -------- |
| 1   | 1        | 2      | Ucraina       | Olesya Povh, Nataliya Pohrebnyak, Mariya Ryemyen, Viktoriya Pyatachenko             | 42.70 | Q        |
| 2   | 2        | 8      | Germania      | Leena Günther, Anne Cibis, Tatjana Lofamakanda Pinto, Verena Sailer                 | 43.03 | Q, SB    |
| 3   | 1        | 3      | Francia       | Carima Louami, Ayodele Ikuesan, Jennifer Galais, Christine Arron                    | 43.12 | Q, SB    |
| 4   | 1        | 6      | Polonia       | Marika Popowicz, Daria Korczyńska, Marta Jeschke, Ewelina Ptak                      | 43.13 | Q, SB    |
| 5   | 1        | 4      | Svizzera      | Michelle Cueni, Jacqueline Gasser, Ellen Sprunger, Léa Sprunger                     | 43.51 | q,NR     |
| 6   | 2        | 7      | Russia        | Yevgeniya Polyakova, Yekaterina Kuzina, Yekaterina Voronenkova, Olga Belkina        | 43.62 | Q, SB    |
| 7   | 1        | 5      | Bielorussia   | Volha Astashka, Katsiaryna Hanchar, Elena Danilyuk-Nevmerzhytskaya, Yuliya Balykina | 43.69 | q        |
| 8   | 2        | 3      | Paesi Bassi   | Esther Akihary, Marit Dopheide, Eva Lubbers, Kadene Vassell                         | 43.80 | Q        |
| 9   | 2        | 1      | Belgio        | Olivia Borlée, Hanna Mariën, Hanne Claes, Anne Zagré                                | 43.81 | SB       |
| 10  | 2        | 5      | Italia        | Gloria Hooper, Audrey Alloh, Martina Amidei, Ilenia Draisci                         | 43.90 | SB       |
| 11  | 1        | 7      | Slovenia      | Alja Sitar, Sara Strajnar, Kristina Žumer, Merlene Ottey                            | 44.28 | SB       |
| 12  | 2        | 4      | Finlandia     | Maria Räsänen, Noora Hämäläinen, Minna Laukka, Hanna-Maari Latvala                  | 44.65 | SB       |
| 13  | 1        | 8      | Bulgaria      | Gabriela Laleva, Tezdzhan Naimova, Karin Okoliye, Vaia Vladeva                      | 45.25 |          |
| 14  | 1        | 1      | Spagna        | Belén Recio, Plácida Martínez, Alazne Furundarena, Sara María Santiago              | 45.47 |          |
|     | 2        | 6      | Gran Bretagna | Anyika Onuora, Montell Douglas, Hayley Jones, Ashleigh Nelson                       | DQ    | R 163.3a |
|     | 2        | 2      | Svezia        | Julia Skugge, Erica Jarder, Freja Jernstig, Lena Berntsson                          | DQ    | R 170.7  |

### Finale
| Pos | Corsia | nazione     | Atlete                                                                              | Tempo | Note |
| --- | ------ | ----------- | ----------------------------------------------------------------------------------- | ----- | ---- |
| 1   | 6      | Germania    | Leena Günther, Anne Cibis, Tatjana Lofamakanda Pinto, Verena Sailer                 | 42.51 | EL   |
| 2   | 7      | Paesi Bassi | Kadene Vassell, Dafne Schippers, Eva Lubbers, Jamile Samuel                         | 42.80 | NR   |
| 3   | 8      | Polonia     | Marika Popowicz, Daria Korczyńska, Marta Jeschke, Ewelina Ptak                      | 43.06 |      |
| 4   | 4      | Russia      | Yevgeniya Polyakova, Yekaterina Kuzina, Yekaterina Voronenkova, Olga Belkina        | 43.37 |      |
| 5   | 3      | Francia     | Carima Louami, Ayodele Ikuesan, Lina Jacques-Sébastien, Christine Arron             | 43.44 |      |
| 6   | 1      | Svizzera    | Michelle Cueni, Jacqueline Gasser, Ellen Sprunger, Léa Sprunger                     | 43.61 |      |
| 7   | 2      | Bielorussia | Volha Astashka, Katsiaryna Hanchar, Elena Danilyuk-Nevmerzhytskaya, Yuliya Balykina | 44.06 |      |
|     | 5      | Ucraina     | Olesya Povh, Nataliya Pohrebnyak, Mariya Ryemyen, Viktoriya Pyatachenko             | DNF   |      |